# Ultimátum polaco a Lituania de 1938

Como se puede apreciar en el mapa, Lituania mantenía varias disputas territoriales en aquella época. Una de ellas fue la que llevó a Polonia a lanzarle un ultimátum en 1938.

Polonia lanzó un ultimátum a Lituania el 17 de marzo de 1938. El Gobierno lituano se había negado rotundamente a mantener relaciones diplomáticas desde 1920, como forma de protesta ante la anexión de la región de Vilna por parte de Polonia. Con el incremento de las tensiones en los momentos previos al inicio de la Segunda Guerra Mundial, Polonia consideró necesario asegurar sus fronteras septentrionales. Cinco días antes, alentada por el reconocimiento internacional de la anexión de Austria por parte de la Alemania nazi, decidió enviar este ultimátum a Lituania. En él, exigía al Gobierno lituano que aceptara incondicionalmente el establecimiento de relaciones diplomáticas con Varsovia en un plazo de 48 horas, y que el proceso concluyera antes del 31 de marzo. Esto supondría, de facto, la renuncia de Lituania a su capital histórica, Vilna (conocida en polaco como Wilno), que venía reivindicando desde tiempo atrás.
Lituania, que prefería la paz a la guerra, aceptó el ultimátum el 19 de marzo. Aunque se establecieron relaciones diplomáticas como consecuencia de esto, Lituania no aceptó reconocer de iure la pérdida de Vilna. El Gobierno de Polonia desplegó una estrategia similar contra Checoslovaquia en Praga el 30 de septiembre de 1938, cuando aprovechó la crisis de los Sudetes para reclamar una porción de Zaolzie. En ambas ocasiones, usó las crisis internacionales para abordar disputas fronterizas que databan de tiempo atrás. 

## Disputa por Vilna
Los lazos diplomáticos que unían a Lituania y Polonia saltaron por los aires cuando el general polaco Lucjan Żeligowski se amotinó en octubre de 1920, siguiendo las órdenes de Józef Piłsudski. Invadió territorio que por aquel entonces estaba en manos de los lituanos, capturó la ciudad disputada de Vilna —conocida por los polacos como Wilno— e instauró la efímera República de Lituania Central. Esta entidad se incorporó a Polonia en 1922. En términos demográficos, Vilna era, de entre todas las ciudades lituanas, la menos lituana, ya que estaba dividida a partes iguales entre la población polacoparlante y la judía, mientras que los ciudadanos que tenían como lengua materna la lituana representaban entre el 2 y el 3 % de la población, de acuerdo con los censos ruso y alemán de 1897 y 1916, respectivamente y 1916, respectivamente. Lituania exigió a las tropas polacas que retrocedieran hasta la línea trazada según lo acordado en Suwałki. Polonia, mientras tanto, mantenía la versión de que no había autorizado las acciones de Żeligowski. La Sociedad de las Naciones intentó mediar y Paul Hymans planteó propuestas concretas para la formación de una federación. Sin embargo, ninguna de las dos partes estaba interesada en comprometerse, de modo que las negociaciones fracasaron definitivamente en enero de 1922. En ese mismo mes del año siguiente, las tropas lituanas cruzaron en dirección al Territorio de Memel, en manos de los aliados, y dieron comienzo a la revuelta de Klaipėda. Este fue uno de los factores que llevó a la Conferencia de Embajadores a entregar Vilna a Polonia en marzo de 1923.
El resultado de esto fue un estado de «ni guerra ni paz», con Lituania evitando reconocer las reivindicaciones polacas sobre la ciudad y la región, así como negándose a llevar a cabo ninguna acción que supusiera reconocer el control de Vilna por parte de Polonia, incluso de facto. Lituania rompió todas las relaciones diplomáticas con Polonia y reiteró una y otra vez que Vilna seguía siendo su capital permanente —Kaunas fue designada capital temporal—. Polonia se negó a reconocer formalmente la existencia de cualquier disputa sobre la región, ya que hacerlo habría significado legitimar las exigencias lituanas. Ni las vías ferroviarias ni las líneas telegráficas podían cruzar la frontera, mientras que el servicio postal era complicado. Por ejemplo, una carta que se quisiese enviar desde Polonia a Lituania tenía que pasar por un país neutral, donde se volvía a embalar en un sobre diferente para eliminar cualquier prueba de su procedencia; solo entonces se podía entregar en Lituania. El conflicto sobre Vilna continuó siendo el asunto de política exterior más relevante en Lituania, pero, a nivel internacional, fue perdiendo fuelle. Se intentó normalizar la situación sin éxito en más de una ocasión. En esta tarea destacaron la labor del primer ministro lituano Augustinas Voldemaras entre 1927 y 1928 y la que llevó a cabo el ministro de Exteriores Stasys Lozoraitis, quien pidió al presidente Smetona que restableciera los lazos diplomáticos con Polonia. Ambos bandos se enzarzaron en una lucha retórica en los ámbitos emocional y nacionalista.

## Contexto

La posesión de la ciudad de Vilna (en la imagen, una panorámica actual) era un asunto que enfrentaba desde antaño a Polonia y Lituania. En estas nuevas tensiones desempeñó también un papel protagonista.

El 11 de marzo, un día antes de que Alemania se anexase Austria como parte del Anschluss, Justas Lukoševičius, un oficial de la patrulla de fronteras lituano, disparó al soldado polaco Stanisław Serafin, soldado polaco, en la línea de demarcación del pueblo de Trasninkas, cerca de Merkinė. Se desconocen las circunstancias exactas de este suceso, que se presentó de muy variadas maneras: como una provocación de Lituania, como una provocación de Polonia y como un desafortunado accidente. Ya habían ocurrido hechos similares durante las décadas de 1920 y 1930: entre 1927 y 1937, los lituanos sufrieron siete bajas en sus patrullas fronterizas en un total de 78 incidentes. Con el objetivo de evitar una escalada de la tensión, esta clase de incidentes solía mantenerse a un nivel local. En esta ocasión, sin embargo, tanto la radio como los periódicos polacos se hicieron eco de la historia y difundieron un sentimiento antilituano. Se celebraron actos de protesta —en Varsovia, Vilna y otras cuatro ciudades— en los que los manifestantes exigieron una respuesta militar contra Lituania. Hay pruebas de que el Obóz Zjednoczenia Narodowego (Campo de Unidad Nacional), un partido nacionalista y militarista polaco, participó activamente en la organización de estas protestas.
Dos días después del incidente, el 13 de marzo, el Gobierno polaco emitió un comunicado amenazante en el que se acusaba a Lituania de provocadora. Al día siguiente, el Senado de la República de Polonia exigió entablar relaciones diplomáticas y que Lituania dejara de reclamar Vilna. En el momento en que recibió la noticia de que Polonia estaba barajando tomar medidas extremas, el presidente Smetona estaba a punto de decantarse por aceptar el establecimiento de relaciones diplomáticas para conversar, pero cambió de idea en el último minuto. En la noche del 14 al 15 de marzo, los lituanos propusieron, a través del enviado francés en Varsovia, la creación de una comisión para investigar el incidente y aceptaron las medidas para evitar otros similares en el futuro. Esta fue una medida parcial que no satisfizo las expectativas de Polonia, cuya respuesta consistió en negarse, en el ultimátum enviado tres días más tarde, a la conformación de dicha comisión. Al mismo tiempo, los diplomáticos lituanos buscaban acercar posturas con las potencias extranjeras en un intento por conseguir apoyo internacional.

## Versión inicial
La primera versión del ultimátum, esbozada por Edward Rydz-Śmigły, el primer ministro Felicjan Sławoj Składkowski y Jan Szembek, contenía seis exigencias:

1. Establecer relaciones diplomáticas y consulares normales con Polonia.
2. Permitir el tráfico ferroviario y por carretera normal y líneas de teléfono y telégrafo directas a lo largo de la línea de demarcación.
3. Modificar la Constitución lituana con el objetivo de reconocer que Vilna no es ya la capital de Lituania.
4. Concertar una convención que proteja completamente los derechos de la minoría polaca en Lituania.
5. Concertar un acuerdo comercial y arancelario.
6. Investigar a fondo el incidente de Trasninkas.

El ministro de Exteriores polaco, Józef Beck, que acababa de llegar de un viaje a Sorrento, convocó una reunión de gobierno en la noche del 16 de marzo. En ella, comentó que el ultimátum tan solo tenía que contener una exigencia: el establecimiento de relaciones diplomáticas. Desde su punto de vista, un ultimátum de este tipo no habría violado ninguno de los verdaderos intereses de Lituania y ofrecería más posibilidades de conseguir una solución pacífica al conflicto y un alivio de la tensión acelerado. Esto concordaba con la concepción que Beck tenía de lo que la Europa oriental debía ser, con un bloque polaco-báltico-escandinavo dominado por Varsovia y libre de las influencias soviéticas y alemanas; a fin de cuentas, una versión modificada de lo propuesto en el Międzymorze, el proyecto de federación de Józef Piłsudski, para lo cual se necesitaba la normalización de las relaciones con Lituania. La decisión de no incluir el resto de cláusulas se explicaba también por la presión política a la que Polonia estaba sometida, ya que la Unión Soviética, Francia y el Reino Unido querían evitar que el conflicto desembocara en una guerra.
El Gobierno polaco aceptó la propuesta de Beck y retiró el ultimátum. Sin embargo, al mismo tiempo, Beck ordenó que se llevaran a cabo los preparativos militares. Polonia reunió cuatro divisiones a lo largo de la línea de demarcación, con cerca de 50 000 soldados, frente a los 20 000 que movilizó Lituania. Las tropas polacas se reforzaron con vehículos blindados, dos regimientos aéreos —cada uno contaba con un centenar de aviones— y la flota polaca que navegaba las aguas del mar Báltico, bordeando la costa lituana.

## El ultimátum

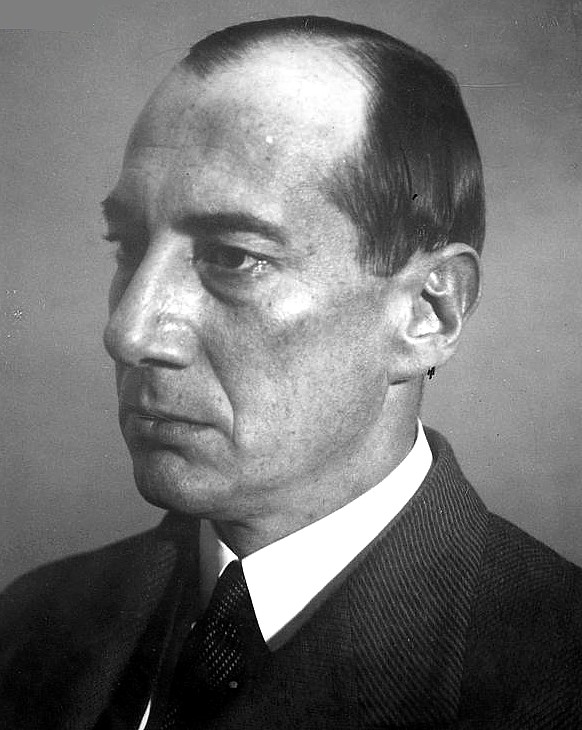
Józef Beck, que desempeñaba por aquel entonces el cargo de ministro de Exteriores, completó el texto, que contenía un esbozo de lo que los polacos consideraban una respuesta adecuada.

Józef Beck se encargó de completar el texto final del ultimátum y un enviado polaco que se encontraba en Tallin se lo entregó a Bronius Dailidė, el enviado lituano a esa misma ciudad. El texto era el que sigue:

1. No se puede aceptar la propuesta del Gobierno lituano del 14 de marzo, ya que no ofrece las suficientes garantías en lo referente a la seguridad fronteriza, a la vista de los resultados negativos de las negociaciones entre Polonia y Lituania celebradas hasta la fecha.
2. Por esta razón, el Gobierno polaco declara que considera que la única solución, dada la gravedad de la situación, es el establecimiento inmediato de relaciones diplomáticas normales sin condiciones previas. Esta es la única manera de regular las cuestiones relacionadas con sus vecinos que tiene un gobierno impulsado por la buena fe y el objetivo de evitar situaciones que pongan en peligro el mantenimiento de la paz.
3. El Gobierno polaco le concede al Gobierno lituano 48 horas, a contar desde el momento en que le llegue esta nota para la aceptación de la propuesta, para hacer saber que las representaciones diplomáticas de Kaunas y Varsovia serán acreditadas como muy tarde el 31 de marzo de este año. 
Hasta esa fecha, los enviados especiales a Tallín y los ministros plenipotenciarios que allí se encuentren habrán de continuar las discusiones entre los gobiernos polaco y lituano, sean estas de carácter técnico o de cualquier otro.
El intercambio de notas adjuntas relativas al establecimiento de relaciones diplomáticas tendrá lugar, antes de la expiración del mencionado periodo de 48 horas, en Tallín entre los ministros polacos y lituanos presentes en esa ciudad.
4. Ni el contenido ni la forma de la propuesta ya mencionada se someterán a discusión; es una propuesta inalterable.
En caso de no responder, de intentar introducir cualquier complemento o de mostrar alguna reserva, el Gobierno polaco lo interpretará como una negativa. Si se diera una respuesta negativa, el Gobierno polaco garantizará los intereses justos del Estado por sus propios medios.

El ultimátum contenía un adjunto: un esbozo de lo que se consideraría una respuesta aceptable al ultimátum. La respuesta aquí propuesta solo contemplaba la posibilidad de que Lituania accediese a establecer relaciones diplomáticas regulares, a enviar una legación a Varsovia y a garantizar las condiciones necesarias para el desarrollo de una operación de la legación polaca en Kaunas.

## Reacciones internacionales

Mapa de la situación en la región de Klaipėda en el periodo de entreguerras. Una de las principales aspiraciones de los alemanes, que conocían la zona como Memel, consistía en hacerse con ella.

Tras la ratificación del tratado de paz soviético-lituano en 1920, la República Socialista Federativa Soviética de Rusia reconoció las reivindicaciones sobre la región de Vilna y persistió en su apoyo a los lituanos. En su respuesta al ultimátum de 1938, la Unión Soviética mostró su preocupación por la independencia de Lituania y amenazó con abrogar el pacto de no agresión soviético-polaco de 1932. Dejó claro, aun así, que no quería verse arrastrada a un conflicto armado. Esta postura se ha atribuido al acrecentamiento de la amenaza japonesa; la resistencia armada frente a Lituania habría requerido de la invasión de Polonia o Letonia por parte del Ejército Rojo y esto podría haber resultado en una guerra en dos frentes. Los soviéticos instaron a Francia, por aquel entonces uno de los principales aliados de Polonia, a trabajar en el apaciguamiento de las tensiones y favorecer la redacción de una versión más moderada del ultimátum. Francia y Reino Unido, preocupados por el Anschluss, presionaron a Lituania para que normalizara su relación con Polonia lo antes posible. Temían que la Alemania nazi hubiera aprobado el ultimátum.
Alemania, dirigida por Adolf Hitler, centró su atención en la región de Klaipėda (en alemán: Memel), en manos de Lituania por aquel entonces. En abril de 1938, Hitler aseguró que el control del puerto de la localidad y el área circundante era un asunto de vital importancia, el más relevante después del estatus de la zona de los Sudetes. En caso de que se dieran hostilidades armadas entre Polonia y Lituania, las tropas alemanas defenderían y ocuparían la región de Klaipėda e importantes porciones de territorio del oeste lituano. El embajador polaco en la Alemania nazi, Józef Lipski, recibió noticias de estos planes. Los polacos accedieron a colaborar con las tropas alemanas y a respetar los intereses de la potencia nazi en Klaipėda en caso de que dicho conflicto tuviera lugar. No obstante, tras una evaluación de la situación, Hitler consideró que intentar hacerse con Klaipėda de inmediato sería poco sensato; deseaba mantener el statu quo hasta que hubiese transcurrido más tiempo desde el Anschluss. Alemania, por lo tanto, sugirió que Lituania acatase las exigencias polacas.
Los tres países bálticos —Lituania, Letonia y Estonia— habían configurado una entente en 1934. Sus principales propósitos consistían en coordinar una política exterior común y brindarse apoyo diplomático internacional mutuo; no se trataba, pues, de una alianza militar. En opinión de los letones y los estonios, la disputa por Vilna entre Polonia y Lituania quedaba fuera del ámbito de actuación de la entente, pero deseaban que se alcanzase una resolución al problema, ya que consideraban que el conflicto era perjudicial para la estabilidad de la región. Letonia intentó convencer a Estonia para presionar a Lituania en un intento por conseguir que aceptara el ultimátum lo antes posible. Esta reacción por parte de un país aliado resultó inesperada.

## Aceptación

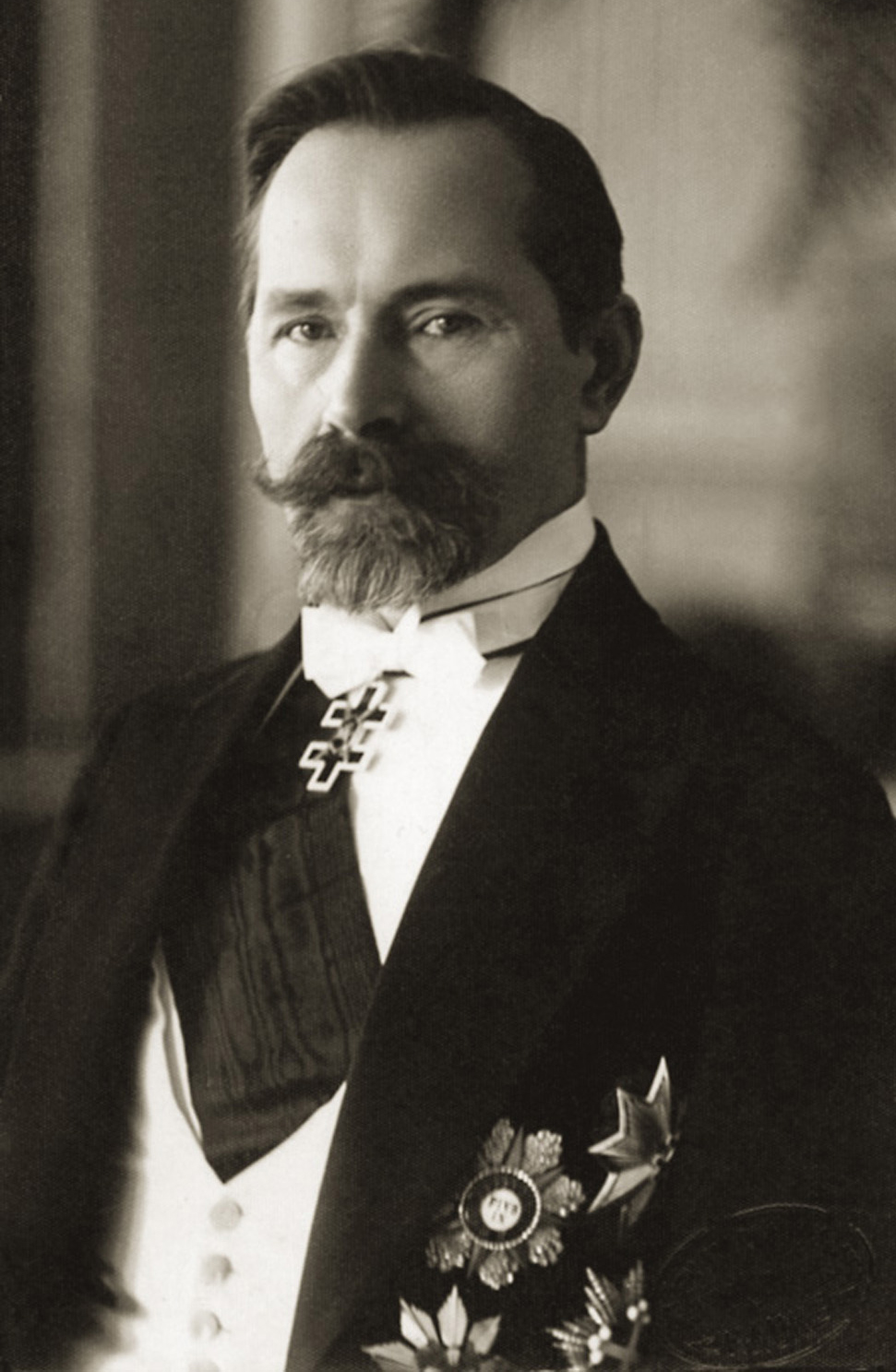
El presidente Smetona se reunió con su gobierno para abordar la posible aceptación del ultimátum. Tuvo que hacer frente a la situación sin apenas apoyo internacional.

El presidente Smetona celebró una reunión de gobierno la noche del 18 de marzo para decidir si aceptar el ultimátum o no. Lituania carecía claramente de apoyo internacional y las exigencias eran bastante anodinas. De haberlo rechazado, Lituania habría proyectado una imagen desfavorable, de país irracional que se había negado sin ninguna razón a mantener relaciones diplomáticas pacíficas durante dieciocho años. Los diplomáticos lituanos se mostraron divididos, mientras que la opinión popular mostró su rechazo al ultimátum. Varias campañas celebradas con motivo de la liberación de Vilna por parte de los lituanos habían congregado a muchas personas. El «Día de duelo por Vilna» —celebrado el 9 de octubre, fecha en la que Żeligowski había invadido Lituania y tomado Vilna— se había convertido en una celebración anual. Asimismo, la mayor organización social lituana del periodo de entreguerras fue la Liga para la Liberación de Vilna (Vilniaus vadavimo sąjunga, o VVS), con alrededor de 25 000 miembros. «Mes be Vilniaus nenurimsim» (que se podría traducir como «no descansaremos sin Vilna»), parte de un poema de Petras Vaičiūnas, era un eslogan que gozaba de gran popularidad y despertaba pasiones.
Mientras que la Liga de Naciones negociaba los planes para la paz en la región propuestos por Paul Hymans, el primer ministro lituano, Ernestas Galvanauskas, apenas si sobrevivió a un intento de asesinato. Uno de los posibles desencadenantes del golpe de Estado en Lituania de 1926 fue la decisión de inaugurar ochenta escuelas polacas en Lituania. Cualquier gobierno que osara hacer concesiones a Polonia en aquellos momentos se arriesgaba a ser derrocado.
Nueve organizaciones nacionalistas le enviaron notas a Smetona en las que le urgían a rechazar el ultimátum. Sin embargo, el general Stasys Raštikis, comandante del ejército lituano, hizo un comentario decisivo: aseguró que una victoria militar contra Polonia sería imposible y se mostró a favor de llegar a una solución pacífica. El cuarto Seimas validó la decisión del Gobierno tras un debate mínimo. El 19 de marzo, Dailidė puso la aceptación del ultimátum en conocimiento de los polacos, que ofrecieron como muestra de buena fe una prórroga de doce horas para tomar la decisión final.

## Consecuencias
El ultimátum alimentó en Europa un clima marcado por la tensión y el miedo. Liberó parte de la presión que se había cernido sobre Alemania tras el Anschluss y puso a prueba la disposición de los soviéticos a defender sus intereses en la Europa oriental. Tanto en Lituania como en el extranjero, muchos se mostraron temerosos ante la posibilidad de que el establecimiento de relaciones diplomáticas no fuera el único objetivo de Varsovia y esta lanzara algún ultimátum de mayor alcance en el futuro. Cada vez se especulaba más que Polonia fuera a tratar de reinstaurar la Mancomunidad de Polonia-Lituania, para lo cual pondría la anexión de Austria a manos de Alemania como precedente. Polonia anunció que entre sus planes estaba la creación de un bloque neutral conformado por ella misma, Lituania, Letonia, Estonia y Rumanía, cuyo principal objetivo consistiría en hacer frente tanto al fascismo como al comunismo. Manifestó que no tenía intención de incorporar territorios lituanos y sostuvo que el bloque se crearía sobre la base de la no-agresión entre los miembros y los tratados económicos. El impacto del ultimátum se hizo sentir en Wall Street; el 17 de marzo, tanto las divisas como los mercados de bonos se hundieron, llegando en algunos casos a alcanzar mínimos que no se habían registrado en años. Estos mercados se recuperaron el 19 de marzo, cuando se aceptó el ultimátum.
La aceptación desató una crisis gubernamental en Lituania: el 24 de marzo, el primer ministro, Juozas Tūbelis, que no tenía ninguna postura comprometedora sobre el asunto de Vilna y estaba sometiéndose a un tratamiento médico en Suiza en el momento en que se lanzó el ultimátum, dimitió. Su sucesor, Vladas Mironas, favorable a normalizar las relaciones con Polonia, reunió a un nuevo gabinete de ministros. Pese a la creciente presión de los que exigían que se formase una coalición más amplia, el nuevo gabinete estaba compuesto, exclusivamente, por miembros de la Unión Nacional Lituana. La aceptación incondicional hirió el orgullo nacional y minó la reputación del partido. La reprimida oposición aprovechó la oportunidad para volver a poner en marcha sus actividades y formó un grupo llamado Ašis (Eje). En Polonia, la aceptación se acogió con entusiasmo, se tildó de «gran victoria sin sangre» y se celebró con una marcha militar sobre Vilna.
Unos días después del ultimátum, tanto Lituania como Polonia designaron a sus embajadores. A Kazys Škirpa se le envió a Varsovia, mientras que Franciszek Charwat fue destinado a Kaunas antes del 31 de marzo, la fecha límite fijada en el ultimátum. Las negociaciones sobre los temas prácticos comenzaron el 25 de marzo en Augustów, y, para junio, ya se habían alcanzado tres acuerdos para cubrir el tránsito ferroviario, el servicio postal y la navegación fluvial. Se repararon las vías que bordeaban la frontera, ya que estaban hechas trizas a lo largo de varios kilómetros. Se instaló un puesto aduanero en Vievis y se abrieron consulados en Klaipėda y Vilna. Lituania clausuró la Liga para la Liberación de Vilna y la Fundación Vilna; esta última había brindado apoyo económico a Lituania para sus actividades en la región. No obstante, Lituania siguió reivindicando la capitalidad de iure de Vilna. En mayo de 1938 adoptó una nueva constitución, en la que se reproducía el punto de la anterior que consideraba que Vilna era la capital permanente de Lituania, y Kaunas, tan solo una capital temporal. Polonia continuó con la clausura de las organizaciones lituanas asentadas en Vilna.
En la primavera de 1939 comenzó el deshielo de las relaciones entre Polonia y Lituania. Tras las crisis germano-checoslovaca y germano-lituana, Polonia se esforzó más por procurarse la ayuda de Lituania, o al menos su neutralidad, en caso de que estallase una guerra contra la Alemania nazi. El general lituano Stasys Raštikis y el ministro de Exteriores polaco, Józef Beck, intercambiaron visitas de gran repercusión mediática, y Polonia mejoró las condiciones de los lituanos asentados en la región de Vilna. Sin embargo, Lituania no creía que Polonia y sus aliados occidentales fueran lo suficientemente poderosos como para resistir frente a Alemania y la Unión Soviética. Cuando Alemania invadió Polonia en 1939, Lituania mantuvo una política de estricta neutralidad, que le llevó a rechazar varias ofertas alemanas para organizar un ataque conjunto contra Polonia y hacerse con Vilna. En cambio, Lituania internó a cerca de 15 000 soldados polacos y aceptó 35 000 de sus refugiados civiles.
La Unión Soviética devolvió Vilna a Lituania tras la invasión de la parte oriental de Polonia perpetrada en septiembre de 1939. Ni Lituania ni Polonia conocían por aquel entonces las cláusulas secretas del Pacto Ribbentrop-Mólotov, firmado en agosto de ese mismo año, en el que alemanes y soviéticos habían acordado dividir la región en esferas de influencia. En junio de 1940, la Unión Soviética ocupó y posteriormente se anexó Lituania por lo expuesto en el mencionado pacto. Un año después, Alemania se lanzó a la invasión de Rusia, lo que dio pie a la ocupación nazi de Lituania.

### Citas
1. 1 2  «1938: Lithuania» (en inglés). MSN Encarta. Archivado desde el original el 31 de octubre de 2009. Consultado el 27 de mayo de 2015.
2. 1 2 3  MacQueen, Michael (1998). The Context of Mass Destruction: Agents and Prerequisites of the Holocaust in Lithuania (en inglés) 12 (1). Holocaust and Genocide Studies. pp. 27-48. doi:10.1093/hgs/12.1.27.
3. ↑  Łossowski, Piotr (1995). Konflikt polsko–litewski 1918–1920 (en polaco). Varsovia: Książka i Wiedza. p. 11. ISBN 83-05-12769-9.
4. ↑  «Первая всеобщая перепись населения Российской Империи 1897 г. Распределение населения по родному языку, губерниям и областям» (en ruso). Demoscope Weekly. Consultado el 27 de mayo de 2018.
5. ↑  Brensztejn, Michał Eustachy (1919). Spisy ludności m. Wilna za okupacji niemieckiej od. 1 listopada 1915 r (en polaco). Varsovia: Biblioteka Delegacji Rad Polskich Litwy i Białej Rusi.
6. ↑  Lane, Thomas (2001). Lithuania: Stepping Westward (en inglés). Routledge. p. 31. ISBN 0-415-26731-5. Consultado el 27 de mayo de 2018.
7. ↑  Senn, Alfred Eric (1966).  E. J. Brill, ed. The Great Powers Lithuania and the Vilna Question, 1920-1928. pp. 107-113.
8. ↑  Eidintas, Žalys y Senn, 1999, p. 146.
9. ↑  Lengyel, Emil (20 de marzo de 1939). Poland and Lithuania in a Long Feud. The New York Times. p. 63.
10. ↑  Eidintas, Žalys y Senn, 1999, pp. 146, 152-153.
11. 1 2 3 4 5 6 7 8 9 10 11 12 13  The Polish–Lithuanian Crisis of 1938: Events Surrounding the Ultimatum (en inglés) 20 (2). Lituanus. ISSN 0024-5089. Archivado desde el original el 23 de marzo de 2008. Consultado el 28 de mayo de 2015.
12. 1 2 3 4  Eidintas, Žalys y Senn, 1999, pp. 154-158.
13. 1 2 3  Vitas, Robert (1985). Documents: The Polish Ultimatum to Lithuania – The Despatch of Lithuanian Minister J. Baltrušaitis in Moscow (en inglés) 31 (4). Lituanus. ISSN 0024-5089. Archivado desde el original el 18 de mayo de 2008. Consultado el 28 de mayo de 2018.
14. 1 2 3  Sipols, Vilnis (1982). «Polish Ultimatum to Lithuania». Diplomatic Battles Before World War II. Moscú: Progress Publishers.
15. ↑  Shapiro, Jerzy (18 de marzo de 1938). «Poland Sends An Ultimatum». New York Times. p. 1.
16. ↑  «Lithuania Surrenders». New York Times. 21 de marzo de 1938. p. 14.
17. 1 2  Streit, Clarence K. (19 de marzo de 1939). «Pressure on Poles Weakens Demands». New York Times. p. 1.
18. 1 2  Foreign News: Baltic Peace (en inglés). Time. 28 de marzo de 1939. Consultado el 28 de mayo de 2018.
19. ↑  Eidintas, Žalys y Senn, 1999, p. 109.
20. ↑  Streit, Clarence K. (16 de marzo de 1938). «Reich-Polish Deal Feared in Geneva». New York Times. p. 11.
21. ↑  Hiden, John; Lane, Thomas (1992). The Baltic and the Outbreak of the Second World War (en inglés). Cambridge University Press. p. 53. ISBN 0-521-53120-9. Consultado el 28 de mayo de 2018.
22. ↑  Lieven, Anatol (1994). The Baltic Revolution: Estonia, Latvia, Lithuania and the Path to Independence (en inglés). Yale University Press. p. 77. ISBN 0-300-06078-5. Consultado el 28 de mayo de 2018.
23. 1 2 3  Kamuntavičius, Rūstis; Kamuntavičienė, Vaida; Civinskas, Remigijus; Antanaitis, Kastytis (2001). Lietuvos istorija 11–12 klasėms (en lituano). Vilna: Vaga. pp. 302-303. ISBN 5-415-01502-7.
24. ↑  «Paris urging Kaunas to Yield to Warsaw». New York Times. 19 de marzo de 1939. p. 2.
25. 1 2  Senn, 2007, p. 34.
26. 1 2 3 4 5 6 7 8 9 10 11  Skirius, Juozas (2002). «Lietuvos–Lenkijos santykiai 1938–1939 metais». Gimtoji istorija. Nuo 7 iki 12 klasės (en lituano). Vilna: Elektroninės leidybos namai. ISBN 9986-9216-9-4. Consultado el 28 de mayo de 2018.
27. ↑  Ashbourne, Alexandra (1999). Lithuania: The Rebirth of a Nation, 1991-1994 (en inglés). Lexington Books. p. 16. ISBN 0-7391-0027-0. Consultado el 28 de mayo de 2018.
28. ↑  Eidintas, Žalys y Senn, 1999, pp. 83-84.
29. ↑  Gerutis, Albertas (1984). «Independent Lithuania».  En Albertas Gerutis, ed. Lithuania: 700 Years (en inglés). Nueva York: Manyland Books. p. 219. ISBN 0-87141-028-1. LCC 75-80057.
30. ↑  Shapiro, Jerzy (19 de marzo de 1938). «Poland Ready for Action». New York Times. pp. 1-2.
31. 1 2  «Nazis are Pleased with Polish "Peace"». New York Times. 20 de marzo de 1939. p. 34.
32. ↑  Streit, Clarence K. (20 de marzo de 1939). «Geneva's Anxiety on Poles Persists». New York Times. p. 34.
33. ↑  «Envoy Says Poland Plans Neutral Bloc». New York Times. 22 de marzo de 1939. pp. 1, 12.
34. ↑  «Wall St. Reflects Turmoil in Europe». New York Times. 18 de marzo de 1939. p. 4.
35. ↑  «Bond Prices Rise on a Broad Front». New York Times. 20 de marzo de 1939. p. 52.
36. ↑  Shapiro, Jerzy (20 de marzo de 1939). «Warsaw, Pleased with Results, Now Would Form a Baltic Entente». New York Times. pp. 1, 33.
37. ↑  Shapiro, Jerzy (21 de marzo de 1939). «Poland Calls Back Army on Frontier; Talks Will Begin». New York Times. pp. 1, 4.
38. ↑  «Poland Welcomes Envoy». New York Times. 1 de abril de 1939. p. 11.
39. ↑  Eidintas, Žalys y Senn, 1999, p. 178.
40. ↑  Eidintas, Žalys y Senn, 1999, p. 168.
41. ↑  Lee Ready, J. (1995). World War Two. Nation by Nation (en inglés). Londres: Cassell. p. 191. ISBN 1-85409-290-1.
42. ↑  Žiemele, I. (2002). Baltic Yearbook of International Law, 2001 1. p. 10.
43. ↑  Dawisha, K.; Parrott, B. (1997). The Consolidation of Democracy in East-Central Europe. p. 293.

### Lectura adicional
- Sakwa, George (1977). The Polish Ultimatum to Lithuania in March 1938 55 (2). pp. 204-226.